# フアン・パブロ・ソシーノ
フアン・パブロ・ソシーノ（Juan Pablo Socino、1988年5月30日 - ）は、ディビシオン・デ・オノール・デ・ラグビー、CRエル・サルヴァドールに所属するラグビー選手。

## プロフィール
- アルゼンチン・ブエノスアイレス出身。
- ポジションはスタンドオフ(SO)、センター(CTB)。
- 身長 185cm、体重 88kg
- U20アルゼンチン代表に選ばれたことがある[1]。
- アルゼンチン代表キャップは4(2020年7月現在)でラグビーワールドカップ2015のアルゼンチン代表に選ばれた[2]。

## 略歴
ロザラム・ティタンズ、ノッティンガムRFC、USダクス、ロザラム・ティタンズ、ニューカッスル・ファルコンズ、エディンバラを経て、2019年、CRエル・サルヴァドールに加入。 
2020年、サラセンズに加入。 
2021年、レスター・タイガースに加入。 
2022年、CRエル・サルヴァドールに復帰。 